# Crystal (New Order)
Crystal è una canzone del gruppo rock-synthpop britannico New Order, estratta come primo singolo dall'album Get Ready del 2001 e pubblicata nell'agosto dello stesso anno. È noto, oltre che per aver raggiunto l'ottava posizione della UK Singles Chart, per essere stato al centro di un contest di remix che alla fine ne ha registrati più di un migliaio provenienti da tutto il mondo.

## Pubblicazione
Bernard Sumner originariamente scrisse la canzone con l'intenzione di cederla all'etichetta discografica tedesca Success per farla registrare al chitarrista e proprietario Corvin Dalek. Tuttavia il DJ Pete Tong l'ascoltò e la reputò come il miglior singolo dei New Order dai tempi di Blue Monday, così convinse Sumner ad abbandonare l'idea e a tenerla per il gruppo.
Una versione del brano venne pubblicata in Giappone per promuovere l'uscita del DVD 316 con una cover che ricalcava quella di quest'ultimo.
I lati B che lo accompagnarono furono tutti remix, tranne un pezzo originale intitolato Behind Closed Doors.

## Accoglienza
Joe Tangari di Pitchfork considerò Crystal «possibilmente uno dei migliori singoli dei New Order». Drowned in Sound assegnò al pezzo 9 su 10 e lo descrisse come un «fantastico» e «fiducioso, impettito ritorno di una band che sa che l'industria della musica ha perso»
Stereogum la posizionò al nono posto della classifica dei dieci migliori pezzi del gruppo.

## Marketing

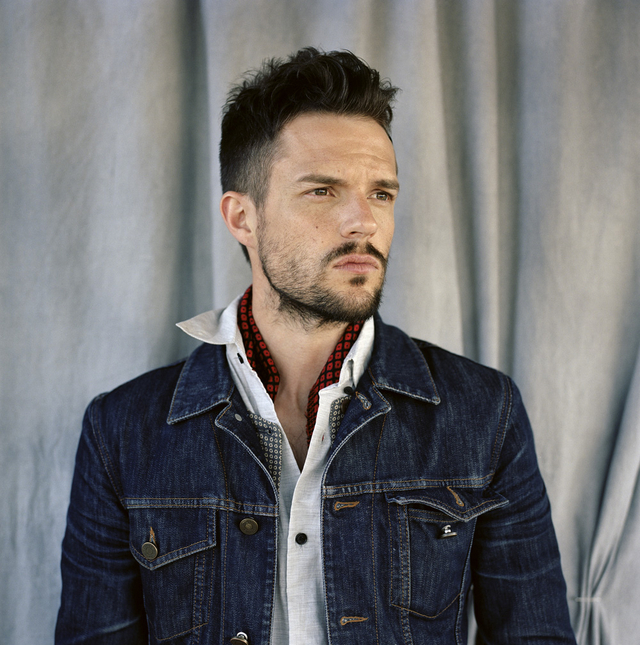
Brandon Flowers, leader della band The Killers, il cui nome è ispirato alla band fittizia del videoclip

Il videoclip di Crystal, basato sulla versione dell'album della canzone, venne diretto da Johan Renck, prodotto da Nicola Doring attraverso la compagnia di produzione di Londra Jane Fuller Associates e filmato da Fredrik Callinggård. Esso mostra una band, che non sono i New Order, che canta in playback il brano e che alla fine del corto viene buttata giù dal palco da un gruppo di gente.

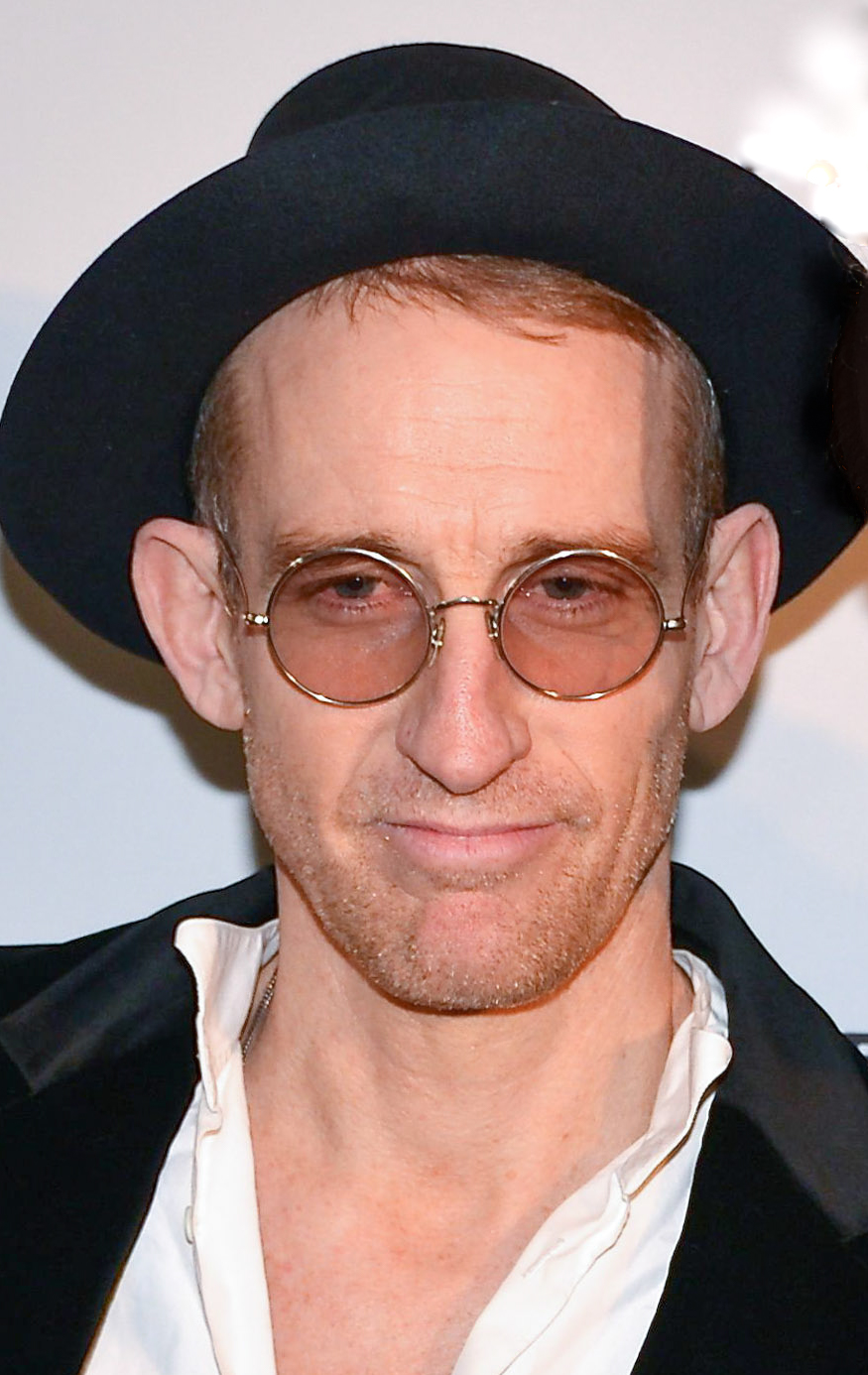
Johan Renck, il regista del videoclip di Crystal

Il nome di questo gruppo fittizio è "The Killers" (leggibile nella gran cassa della batteria), a cui si ispirò successivamente il gruppo reale dello stesso nome. Curiosamente, il video musicale di un singolo di quest'ultimo, Somebody Told Me, presenta numerose somiglianze con quello di Crystal. Nel 2005, al festival scozzese T in the Park, i New Order eseguirono il pezzo insieme al frontman dei The Killers Brandon Flowers che vestì i panni di "special guest". Nel 2013 accadde il fenomeno contrario, in un concerto a Manchester Killers Bernard Sumner fece salire sul palco i The Killers e insieme a loro cantò la composizione e Shadowplay dei Joy Division. Sempre nello stesso anno, Flowers la suonò con i New Order a Bogotà, in Colombia.
L'edizione in DVD del singolo contiene un videoclip alternativo, girato per il remix Special Circumstances Mix (Digweed & Muir Bedrock Radio Edit). Diretto e prodotto da Gina Birch e Simon Tyszko, in esso si vede un motociclista che gira per le strade notturne di una città, inquadrate da delle micro-camere montate sugli stivali del protagonista.

## Tracce
Testi e musiche di Gillian Gilbert, Peter Hook, Stephen Morris e Bernard Sumner eccetto dove indicato.

### CD #1: NUOCD8 (UK & Europa)
1. Crystal (Radio Edit) – 4:19
2. Behind Closed Doors – 5:24
3. Crystal (Digweed & Muir 'Bedrock' Mix Edit) (Remixato da John Digweed e Nick Muir.) – 10:06

### CD #2: NUCDP8 (UK & Europa)
1. Crystal (Digweed & Muir 'Bedrock' Radio Edit) (Remixato da John Digweed e Nick Muir.) – 4:16
2. Crystal (Lee Coombs Remix) – 8:44
3. Crystal (John Creamer & Stephane K Main Remix Edit) – 6:39

### CD: WPCR-10985 (Giappone)
1. Crystal – 4:22
2. True Faith (Video, eseguito dal vivo al Reading Festival del 30 agosto 1998) – 5:40 (Gilbert, Stephen Hague, Hook, Morris, Sumner)
3. Temptation (Video, eseguito dal vivo al Reading Festival del 30 agosto 1998) – 7:27
4. Atmosphere (Video, eseguito dal vivo al Reading Festival del 30 agosto 1998) – 4:17 (Ian Curtis, Hook, Morris, Sumner)
5. Isolation (Video, eseguito dal vivo al Reading Festival del 30 agosto 1998) – 3:01 (Curtis, Hook, Morris, Sumner)

### CD: 9 42397-2 (USA)
1. Crystal (Radio Edit) – 4:19
2. Crystal (Digweed & Muir Bedrock Radio Edit) – 4:16
3. Crystal (Digweed & Muir Bedrock Mix) – 12:52
4. Crystal (Digweed & Muir Bedrock Dub) – 10:33
5. Crystal (Lee Coombs Remix) – 8:44
6. Crystal (Lee Coombs Dub) – 7:04
7. Crystal (John Creamer & Stephane K Main Remix) – 3:22
8. Crystal (Creamer K Main Mix) – 11:25
9. Behind Closed Doors – 5:24

### DVD: NUDVD8 (UK & Europa)
1. Crystal (Video.) – 5:19
2. Behind Closed Doors (Audio.) – 5:24
3. Temptation (Video, filmato per i 2002 Commonwealth Games - Manchester bid.) – 0:30
4. Isolation (Video, eseguito dal vivo al Reading Festival del 30 agosto 1998) – 0:30 (Curtis, Hook, Morris, Sumner)
5. True Faith (Video, eseguito dal vivo al Reading Festival del 30 agosto 1998) – 0:30 (Gilbert, Hague, Hook, Morris, Sumner)

## Classifiche
| Classifica (2001)                               | Posizione |
| ----------------------------------------------- | --------- |
| Belgio (Wallonia Tip)                           | 15        |
| Canada (Nielsen Soundscan)                      | 3         |
| Finlandia (Suomen virallinen lista)             | 7         |
| Germania (Media Control Charts)                 | 39        |
| Irlanda (IRMA)                                  | 24        |
| Svezia (Sverigetopplistan)                      | 30        |
| Svizzera (Schweizer Hitparade)                  | 83        |
| UK Singles Charts (The Official Charts Company) | 8         |
| U.S. Billboard Hot Dance Club Play              | 1         |
| U.S. Billboard Hot Dance Singles Sales          | 3         |
| U.S. Billboard Hot Singles Sales                | 19        |